# Drei Frauen für Archie
Drei Frauen für Archie  ist ein amerikanischer Fernsehfilm aus dem Jahr 1990 des Regisseurs Dick Lowry.

## Inhalt
Archie Andrews ist fünfzehn Jahre nach seinem Abschluss an der Riverdale High. Er ist ein erfolgreicher Anwalt geworden und bereitet sich darauf vor, seine Verlobte Pam zu heiraten und in die „große Stadt“ zu ziehen. Zuvor kehrt er jedoch zu seinem Highschool-Treffen nach Riverdale zurück und rettet das Lokal seines Freundes Pop Tate.
Als Archie Betty und Veronica zum ersten Mal seit fünfzehn Jahren wieder sieht, kommen alle seine alten Gefühle für sie zurück und bedrohen seine Verlobung und es hilft nicht, dass die Mädchen wieder Interesse an Archie bekunden, ungeachtet dessen, dass er eine Verlobte hat. In der Zwischenzeit versucht Archie auch, Reggie, unterstützt von einem ungewöhnlich bedrohlichen Mr. Lodge, davon abzuhalten, Pop Tate unter dem Vorwand, sein Fitnessstudio zu erweitern, aus seinem Sodaladen zu vertreiben. Hiram Lodge will Archie nicht in der Nähe von Veronica sehen und denkt immer noch, dass Archie der Falsche für Veronica ist. Archie rettet letztendlich den Chock'lit Shoppe, obwohl er Pam im Geschäft verliert, und beschließt, in Riverdale zu bleiben. Veronica, Betty und Jughead beschließen, nach Riverdale zurückzukehren. Reggie sieht seine Fehler ein und versöhnt sich mit seinen Freunden.

## Rezeption
Die Kritiker der Fernsehzeitschrift TV Spielfilm bezeichnete den Film als „Harmlos plätschernde Sommerklamotte“.
In den britischen Medien wurde werteten: „Der NBC-Film, der im Mai ausgestrahlt wurde, wurde als Pilot für eine mögliche Serie angesehen. Er erhielt gemischte Kritiken, wurde jedoch von einigen Kritikern gut aufgenommen, die das Casting und die Auftritte der Schauspieler besonders lobten. Der Film belegte in den Nielsen-Bewertungen einen enttäuschenden 51. Platz.“
Der Deutsche Filmdienst beschrieb den Film als: „Komödie um ein Klassentreffen einer High School. Ein junger Anwalt, schon als Schüler ein Schwarm der Mädchen, muß sich mit zwei früheren Verehrerinnen und seiner Verlobten auseinandersetzen.“